# Alejandro V de Macedonia
Alejandro V fue rey de Macedonia en el período 296 a. C.-294 a. C. Era hijo de Casandro y Tesalónica.
A la muerte de Casandro en 297 a. C., le sucedió su hijo mayor Filipo IV, pero murió a los tres meses. Sus dos hermanos, Antípatro y Alejandro eran menores de edad, por lo que su madre Tesalónica ejerció la regencia, dividiendo el reino entre ambos, asignando la parte oriental para Antípatro, y el resto para Alejandro.
En 295 a. C., Antípatro reclamó a su madre la totalidad del reino, la cual no aceptó tal pretensión, y fue asesinada por ello. Luego expulsó a su hermano, quien pidió ayuda a Pirro y a Demetrio Poliorcetes. El primero que acudió fue Pirro, que exigió la cesión de las regiones de Ambracia, Acarnania, y Anfiloquía, atacando a continuación a Antípatro. Este pidió ayuda a su suegro Lisímaco, quien comprometido con los ataques de los bárbaros del otro lado del Danubio, no pudo proporcionársela, aconsejándole que aceptase la paz y el reparto del reino.
Al año siguiente, Demetrio Poliorcetes, que se había retrasado en el Peloponeso, consiguió llegar a Macedonia y reunirse con Alejandro, pero este le hizo saber que ya no necesitaba sus servicios. Demetrio no dejó traslucir su contrariedad, pero poco después le hizo asesinar en el curso de un banquete y se proclamó rey de Macedonia.